# スルフィンアミド

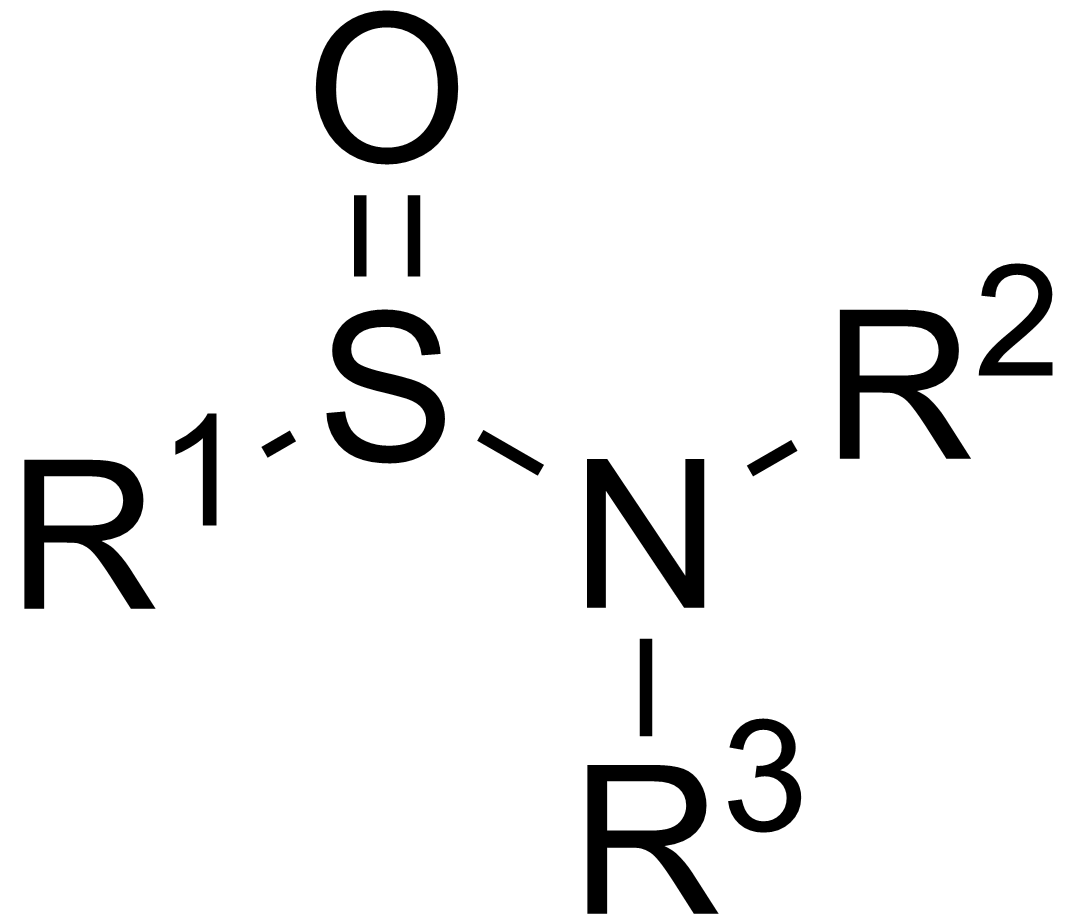
スルフィンアミドの一般的な構造

スルフィンアミド（sulfinamide）は、スルフィン酸のアミドであり、硫黄と酸素との二重結合と窒素との単結合を含む有機化学の官能基である。
光学異性体を持つスルフィンアミドであるtert-ブタンスルフィンアミド、p-トルエンスルフィンアミド、2,4,6-トリメチルベンゼンスルフィアミドなどは、不斉合成に利用される。